# 卢军宏
盧軍宏（1959年8月4日—2021年11月10日），觀世音菩薩心靈法門創始人，澳洲東方華語電台台長，澳洲华人佛教学会会长，澳洲华人团体协会（社团联合团体）副主席，澳洲和平统一促进会副会长。
卢军宏于1959年出生在中國上海，後來移居澳大利亚，並於1989年至1995年在新南威爾士大學商學院（UNSW）學習。他後來成為澳大利亞公民。

## 早期生活
盧军宏于1959年8月4日出生在中國上海。在年輕時，他學習了傳統中國戲曲，並畢業於上海戲劇學院；隨後，他於1989年至1995年間在澳大利亞新南威爾士大學商學院學習。期間，盧軍宏創辦了名為《佛緣》的雜誌，擔任主編，推廣佛教理論和知識。
從新南威爾士大學商學院畢業後，卢军宏於1995年獲得澳大利亞國籍。
2007年，他創辦了澳洲東方廣播電台，擔任主席及首席廣播員。他在電台播報佛教教學，並回答觀眾問題。从此，他被人称为“卢台长”。在此之前，他曾有過一些廣播工作經驗。他又创办「澳洲華人佛教學會」並担任会长，总部设在悉尼。
觀世音菩薩心靈法門大約在2006年形成，那時盧军宏在電台播報佛教節目。盧军宏把自己的佛教理念和修行方法命名为“观世音菩萨心灵法门”（英語：Guan Yin Citta Dharma Door）。
其理念以观世音菩萨慈悲精神为核心，包含四大菩萨的大悲、大愿、大行、大智，其修心修行方法具体有五大特点（又称“五大法宝”）： 念经(大悲咒、心經、禮佛大懺悔文、十小咒等)、许愿、放生、讀白話佛法（理解佛教道理）和修大忏悔。

## 去世
卢军宏於2021年11月10日因未公開的疾病去世，享年62歲。

## 著作
卢军宏著作的書籍包括：
- 《白话佛法》第1卷至第12卷
- 《智慧語錄》第1卷至第9卷
- 《箴言》
- 《佛教：您的問題解答》
- 《洞察智慧—盧台長的箴言》
- 《現代心理學概念探討》
- 《玄學問答》第1卷至第3卷

## 争议

### 敛财争议
据报道，由于卢军宏创建的修行主要是念诵以观音为中心的佛经，他鼓励心灵法门信徒在叫做“小房子”的纸上记录他们念经的次数。卢军宏声称将写满记录的“小房子”烧毁可以帮助他的信徒消除他们身上的灾难，并改变他们的生活。卢军宏还声称，小房子可以免费复印。然而，据报道，卢军宏大多数的信徒认为卢军宏官方印刷的“小房子”会更有效，并选择从卢军宏的心灵法门组织购买。此外，卢军宏告诉他的信徒，靠近他将能够获得更多的好处。想要接近卢军宏的信徒会作为徒弟加入卢军宏的组织。 卢军宏会收取至少$10,000的学徒入门费。卢军宏还通过出售收音机设备和大量接受信徒的捐款并从中获利，并且导致许多家庭陷入经济困难。

### 马来西亚佛教团体反应

#### 2015年
2015年1月23日，卢军宏在马来西亚槟城举办心灵法门活动的活动日前一天，16个佛教团体发表联合声明警告公众卢军宏所宣扬的心灵法门非正信佛教，并呼吁公众避免参与卢军宏在2015年1月24日的心灵法门活动。声明中，团体谴责卢军宏滥用佛教经咒和利用神通假象来误导佛教徒。
2015年1月25日，佛光山馬來西亞及新加坡總住持覺誠法師批评盧軍宏在马来西亚宣傳时“利用佛教來推崇自己以獲取民眾的崇拜與信仰”。覺誠法師向媒体表示，盧軍宏的作为的確借佛教名義，并宣揚其修行方法和欺騙他人。

#### 2016年，《认清附佛外道》讲座
8月6日2016年，67个佛教团体在马六甲培风中学举行了叫做《认清附佛外道》的讲座。僧人，觉诚法师，在讲座中指在观音菩萨的法门和经典内找不到“心灵法门”，因此是卢军宏自创的，并指卢军宏骑劫观世音菩萨和佛教，把佛教拉回迷信和误信。

#### 2018年
2018年12月28日，来自马来西亚的九个佛教团体发出联合声明，呼吁公众避免参与卢军宏的心灵法门活动。九个佛教团体为马来西亚佛教总会，马来西亚佛教青年总会，马来西亚佛教弘法会，马来西亚锡兰佛教精进会，马来西亚佛教金刚乘总会，马来西亚佛教南传总会，国际佛光会马来西亚协会，马来西亚佛光山，以及马来西亚佛教居士总会。声明中（其实并没有找到它的原文依据），九个团体表示卢军宏自称能够看图腾,调理风水，预见人的前世和未来，使用“小房子”来记录念经数量并烧毁，以及直接与观世音菩萨沟通，在佛教教义中是不存在的。团体也指出，为卢军宏提倡个人崇拜在佛教教义上也是不存在的。

#### 2019年
2019年10月16日，多个佛教团体呼吁公众避开心灵法门以及认清心灵法门对社会造成的危害。一位名叫大弘的僧人告诉媒体，参加卢军宏活动的僧人并不是真的想学习卢军宏的心灵法门教义，那些了解卢军宏的心灵法门教义与佛教教义不符的人会拒绝继续参与心灵法门活动，因此卢军宏每次都会邀请不同的僧人参与他的活动，只有少数僧人被卢军宏洗脑和为了经济利益而参与他的活动。大弘还指出，许多佛教徒误信卢军宏的教法，导致出现家庭问题、性情改变、非法出心版法灵门书籍、生病拒诊等。马来西亚政治人物林立迎向媒体解释说他收到了来自几个佛教团体关于卢军宏误导佛教徒焚烧“小房子”的投诉。

### 香港佛教聯合會反应
2016年6月30日，香港佛教聯合會在旗下官方网站颁布声明表示卢军宏的心灵法门不符合佛教教义，此外也表示心灵法门在佛经里加入数个佛教中从未存过在的诠释。该协会也表示其针对关于心灵法门问题的立场与马来西亚的佛教团体一致。

### 其他反應
卢军宏的法会常有许多寺庙的大住持大法师从世界各地赶来参加和支持。盧台長也与许多著名寺庙的法师交流（如中台禅寺，泰国高僧和斯里兰卡高僧（南传佛法）等），探讨如何弘扬佛法和中华传统文化，增进世界和平和人民幸福。盧台長多次强调持戒为学佛的根本，也教导大众要向大菩萨（文殊菩萨，普贤菩萨，地藏王菩萨，观音菩萨 等）、古大德和当代大德学习，多次称赞他们的功德 （如 宣化上人， 太虚大师，惟觉和尚， 星云法师，南怀瑾，净空法师 等等）。